# Gratien Maire
Gratien Maire, né le 19 novembre 1957 à Chaumont (Haute-Marne), est un militaire français. Général d'armée aérienne, il est major général des armées du 15 février 2014 au 31 août 2016.

## Carrière

### Formation
Originaire de Poulangy, Gratien Maire est scolarisé dans l'école du village, avant de rejoindre le collège de Nogent. Il entre à l'École de l'air en 1978. Il est breveté pilote de chasse en 1981 et est affecté sur Mirage F1 CR.

### Carrière militaire
En 1988, il rejoint l’École de l'air en qualité de cadre de promotion.
Puis, il est affecté ensuite sur la base aérienne de Reims au sein de l'escadron de chasse 2/30 Normandie-Niemen, qu'il commande de 1991 à 1993.
En 1996, il est sélectionné pour suivre les cours de l'école de guerre aérienne de l'US Air Force à Montgomery (États-Unis).
Il occupe, ensuite, différents postes à l'Inspection de l'armée et à l'état-major de l'armée de l'air.
De 2000 à 2003, il est attaché de défense au Canada.
En 2006, il rejoint de nouveau Salon-de-Provence pour commander l’École de l'air jusqu'en 2008.
En 2008, il prend le poste d'attaché de défense aux États-Unis.
Il totalise 3 100 heures de vols dont 87 en missions de guerre.

### Major général des armées
Le 16 janvier 2014, Gratien Maire est nommé major général des armées à compter du 15 février suivant et élevé aux rang et appellation de général d'armée aérienne, ce qui fait de lui le « numéro 2 » de l'armée française, second dans l’ordre hiérarchique après le chef d'état-major. Il succède au général d'armée Pierre de Villiers.
Il est remplacé le 1er septembre 2016 par l'amiral Philippe Coindreau. Le 23 septembre 2016, il fait ses adieux aux armes lors d'une cérémonie présidée par le général d'armée aérienne André Lanata, chef d'état-major de l'Armée de l'air, dans la cour d'honneur des Invalides à Paris.

### Carrière dans le milieu civil
Le 9 janvier 2017, Gratien Maire est nommé directeur général d'ADP Ingénierie (Groupe Aéroports de Paris).
En janvier 2020, le général Gratien Maire devient président de l'association Tego, souscriptrice de la protection sociale des militaires.
Le 3 mars 2020, il est nommé membre titulaire du Conseil général de l'Armement du ministère des Armées en tant que « personnalité qualifiée ».

## Décorations
|  |  |  |
|  |  |  |
|  |  |  |

### Intitulés
- Commandeur de l'ordre national de la Légion d'honneur  en 2014[8] (officier en 2006[9]).
- Grand officier de l'ordre national du Mérite en 2016[10] (commandeur en 2010[11], officier en 2002[12], chevalier en 1994[13]).
- Croix de la Valeur militaire
- Croix du combattant.
- Médaille d'Outre-Mer.
- Médaille de la Défense nationale, échelon argent.
- Médaille d'honneur du service de santé des armées.
- Officier de l'ordre du Mérite de la République fédérale d'Allemagne.
- Officier de la Legion of Merit (États-Unis).